# Ménil-Gondouin
Ménil-Gondouin is een gemeente in het Franse departement Orne (regio Normandië) en telt 175 inwoners (2005). De plaats maakt deel uit van het arrondissement Argentan.

## Geografie
De oppervlakte van Ménil-Gondouin bedraagt 9,3 km², de bevolkingsdichtheid is 18,8 inwoners per km².
De onderstaande kaart toont de ligging van Ménil-Gondouin met de belangrijkste infrastructuur en aangrenzende gemeenten.

## Demografie
Onderstaande figuur toont het verloop van het inwonertal (bron: INSEE-tellingen).